# Modello sociale europeo
Il modello sociale europeo è una struttura politica e socio-economica comune alla maggior parte degli stati europei, caratterizzata da uno Stato sociale che garantisce a tutti un'elevata protezione sociale e diritti di cittadinanza.
Tutto ciò per coniugare crescita economica e buone condizioni di lavoro con la garanzia di un adeguato tenore di vita ad ogni singolo cittadino, al fine di evitare eccessive differenze sociali. Lo storico Tony Judt, al riguardo, sostiene che il modello sociale europeo è in netto contrasto con quello americano e con la "tipica mentalità statunitense", caratterizzata dalla cosiddetta "sfrenata meritocrazia".
Gli stati europei non adottano tutti un unico modello sociale identico, ma lo Stato sociale in Europa condivide alcune caratteristiche generali, tra le quali, generalmente, protezione sociale per tutti i cittadini, l'inclusione sociale e la democrazia. Inoltre, al momento con le uniche eccezioni di Grecia ed Italia, ogni cittadino degli stati dell'Unione europea ha diritto ad un Reddito minimo garantito a prescindere se si lavori oppure se si sia disoccupati. Viene quindi concesso a tutti coloro che, per qualsiasi ragione, non raggiungono un determinato reddito. Esso è quindi cumulabile e serve per garantire protezione sociale ai cittadini dell'UE. Il trattato della Comunità Europea propone diversi obiettivi sociali: "riduzione degli orari di lavoro anche per migliori condizioni di vita, favorire i lavori part-time, una protezione sociale elevata, il dialogo sociale e lo sviluppo delle risorse umane: tutto ciò al fine di un livello occupazionale elevato e duraturo e di combattere l'emarginazione sociale."
A causa però del fatto che alcuni stati europei si concentrano su differenti aspetti del modello, si sostiene che all'interno dell'Europa ci siano quattro modelli sociali distinti: nordico, anglosassone, mediterraneo e continentale

## Stato sociale in Europa
Archiviato il 21 febbraio 2016 in Internet Archive.
Alcuni stati sociali europei sono tra i più sviluppati e completi del mondo non soltanto in ambito occidentale.. Per questa ragione si usa dire anche che il "modello sociale europeo" è l'esatto opposto di quello esistente negli Stati Uniti.
In realtà nella stessa Europa molti modelli sociali sono di gran lunga più sviluppati di altri; per queste ragioni molti economisti hanno concordato sul fatto che esistono diversi modelli sociali nella Unione europea. Anche se ogni paese europeo ha le sue proprie singolarità, si possono distinguere quattro strutture socio-economiche differenti:
- il modello nordico, in Danimarca, Finlandia, Norvegia, Svezia e Paesi Bassi;
- il modello continentale, in Austria, Belgio, Repubblica Ceca, Francia, Germania, Lussemburgo; Polonia, Slovenia e Ungheria[8]
- il modello anglosassone, in Irlanda e Gran Bretagna;
- il modello mediterraneo, in Grecia, Italia, Portogallo e Spagna;

### Modello nordico
Questo modello possiede il massimo livello di previdenza sociale. La sua caratteristica principale è la sua natura universale, che si basa sul principio di diritti per il semplice fatto di essere nati.
Il modello nordico è caratterizzato anche da investimenti importanti sul controllo sull'evasione fiscale oltre che da politiche per favorire un'equa ridistribuzione della ricchezza.
I paesi che attuano il modello nordico sono caratterizzati anche da una quota elevata di pubblico impiego. I sindacati hanno un importante potere decisionale. Il modello nordico è anche caratterizzato da un elevato cuneo fiscale.

### Modello continentale
Il modello continentale è simile al modello nordico, ma con una maggiore quota di spesa dedicata alle pensioni. Il modello si basa sul principio della "sicurezza" e su un sistema di sovvenzioni che non sono condizionate alla occupabilità (ad esempio nel caso della Francia e il Belgio, esistono sussidi il cui unico requisito è di avere un'età superiore a 25 anni).
Per quanto riguarda il mercato del lavoro, le politiche attive sono meno importanti rispetto al modello nordico e nonostante un tasso di adesione basso, i sindacati hanno comunque importanti poteri decisionali nei contratti collettivi.
Un altro aspetto importante del modello continentale sono gli alti sussidi di invalidità, in aggiunta al reddito minimo garantito, per la tutela dei più deboli.

### Modello anglo sassone
Questo modello presenta un livello inferiore di spese di quelli precedenti. La sua particolarità principale è la sua assistenza sociale di ultima istanza. Le sovvenzioni sono dirette in misura superiore alla popolazione in età lavorativa e, in misura minore alle pensioni.
Le politiche attive del mercato del lavoro sono importanti, mentre i sindacati hanno un minore potere decisionale rispetto ai modelli precedenti: questo è uno dei motivi che spiegano la disparità di reddito più elevata e il maggior numero di impieghi a basso salario.

### Modello mediterraneo
Questo modello corrisponde ai paesi dell'Europa meridionale, i quali hanno sviluppato cronologicamente più tardi il loro stato sociale rispetto agli altri (solo durante gli anni settanta e ottanta) modelli già più avanzati. Questo è il modello con la minor quota di spesa ed, in Europa, ha il più basso livello di assistenza sociale, mentre è fortemente basato sulle pensioni. Vi sono minori diritti sociali ed anche un accesso più difficoltoso ad essi.
Poiché, rispetto ai modelli precedenti, in quello mediterraneo vi sono molte meno tutele per chi è senza lavoro, le politiche del mercato del lavoro sono per forza di cose caratterizzate da una rigida legislazione sulla tutela del lavoro (ed in passato anche di un frequente ricorso al pensionamento anticipato.) I sindacati tendono ad avere importanza apparente, che è ancora una volta una delle spiegazioni sul fatto che i redditi siano ancora più bassi rispetto al modello anglosassone.

## Valutazione delle differenze tra i modelli sociali

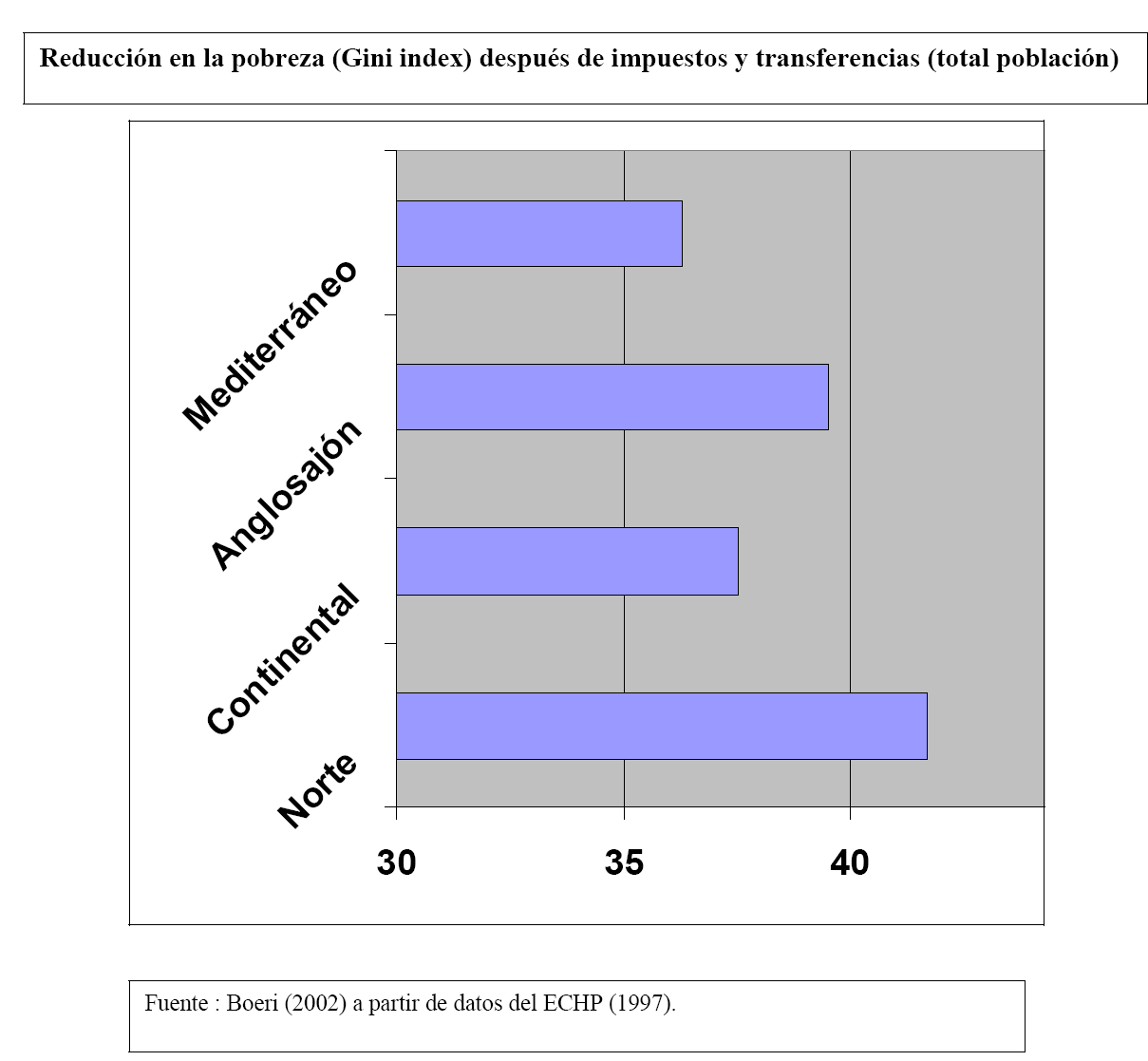
Riduzione della povertà nei differenti modelli sociali europei. Riduzione secondo il Gini index dopo trasferimenti e tasse (in percentuale di cambiamento)

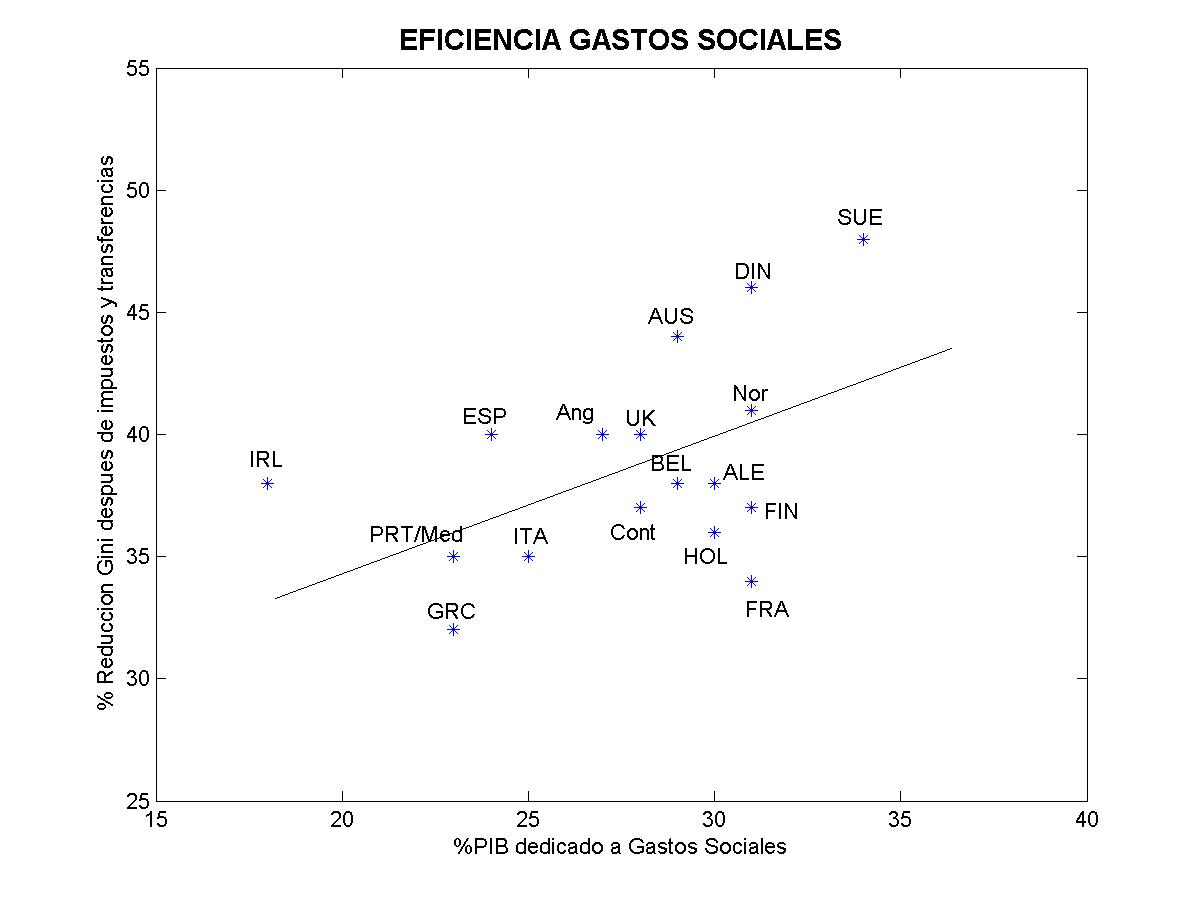
Efficienza delle spese sociali nei quattro modelli sociali europei

Secondo i criteri utilizzati per Boeri (2002) e Sapir (2005), un modello sociale deve soddisfare i seguenti requisiti:
1. riduzione della povertà;
2. protezione contro i rischi del mercato del lavoro;
3. ricompense per la partecipazione dei lavoratori.

### Riduzione della povertà

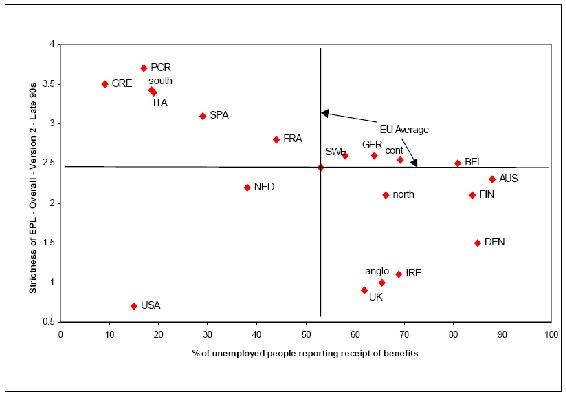
Come si può vedere, esiste una relazione negativa tra le leggi sulla tutela dell'occupazione e la quota di lavoratori che ricevono sussidi di disoccupazione.

Il grafico a sinistra mostra la riduzione della disuguaglianza (come misurato dal Coefficiente di Gini), dopo aver tenuto conto delle imposte e dei trasferimenti: ciò indica fino a che punto ogni modello sociale riduca la povertà senza prendere in considerazione la riduzione della povertà causata dalle tasse e dai trasferimenti.
Il livello di spesa sociale è un indicatore della capacità di ciascun modello di ridurre la povertà: una quota maggiore di spesa è in generale associata ad una maggiore riduzione della povertà. Tuttavia, un altro aspetto che dovrebbe essere preso in considerazione è l'efficienza in questa riduzione della povertà. Con questo si intende che, con una quota minore di spesa potrebbe ugualmente ottenere una maggiore riduzione della povertà.
In questo caso, il grafico a destra mostra che i modelli anglosassoni e nordici sono più efficienti di quelli continentali o mediterranei. Il modello continentale sembra essere il meno efficiente: dato il suo alto livello di spese sociali, ci si aspetterebbe una riduzione della povertà maggiore. Si noti come il modello anglosassone si trova al di sopra della linea di media consumata mentre quello continentale si trova al di sotto di quella linea.

### Protezione contro i rischi del mercato del lavoro
Come si può vedere, esiste una relazione inversa tra la legislazione a tutela dell'occupazione e la quantità di lavoratori che ricevono sussidi di disoccupazione.
Una protezione contro i rischi del mercato del lavoro è generalmente assicurata da due mezzi: regolamentazione del mercato del lavoro per mezzo della legislazione a tutela dell'occupazione, che aumenta sostanzialmente i costi di licenziamento, e indennità di licenziamento per i datori di lavoro. Questo è generalmente indicato come fornire "protezione all'occupazione".
I sussidi di disoccupazione, che sono comunemente finanziati con imposte o assicurazioni pubbliche obbligatorie per i dipendenti e per i datori di lavoro, sono invece generalmente indicati come "protezione al lavoratore", piuttosto che "all'occupazione".
Ancora una volta, diversi paesi europei hanno scelto una posizione diversa nel loro uso di questi due meccanismi di protezione del mercato del lavoro. Queste differenze possono essere così sintetizzate:
- i paesi mediterranei hanno scelto una maggiore "protezione dell'occupazione", mentre una quota molto bassa dei loro lavoratori disoccupati riceve un'indennità di disoccupazione;
- i paesi nordici hanno scelto una minore "protezione dell'occupazione" e, invece, una quota importante dei loro lavoratori disoccupati riceve benefici;
- i paesi continentali hanno un più alto livello di entrambi i meccanismi rispetto alla media europea, anche se di poco.
- i paesi anglosassoni basano la loro protezione sui sussidi di disoccupazione e un basso livello di tutela dell'occupazione.

La valutazione di queste diverse scelte è un compito difficile. In generale, esiste un consenso tra gli economisti sul fatto che la tutela del lavoro genera inefficienze all'interno delle imprese. Invece, non esiste un consenso per quanto riguarda la questione se la tutela dell'occupazione generi un più elevato livello di disoccupazione

### Ricompense per la partecipazione al lavoro

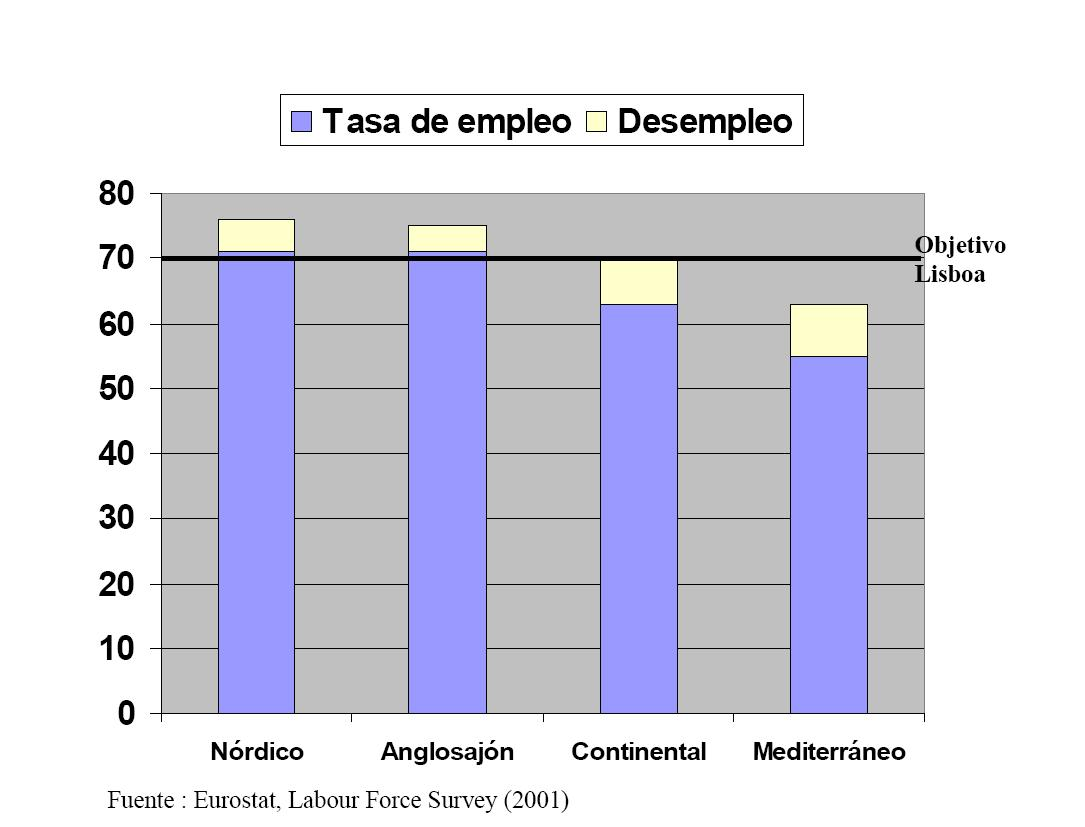
Tasso di occupazione e di disoccupazione per ogni modello sociale

Sapir (2005) e Boeri (2002) ritengono che l'osservazione del rapporto tra occupazione e popolazione sia il modo migliore per analizzare gli incentivi e premi per l'occupazione in ogni modello sociale. La strategia di Lisbona, avviata nel 2001, ha stabilito che i membri della Unione europea avrebbero dovuto raggiungere un tasso di occupazione del 70% entro il 2010.
In questo caso, il grafico mostra che i paesi del modello nordico e anglosassone sono quelli con il più alto tasso di occupazione, mentre i paesi continentali e mediterranei non hanno raggiunto l'obiettivo.

### Conclusione

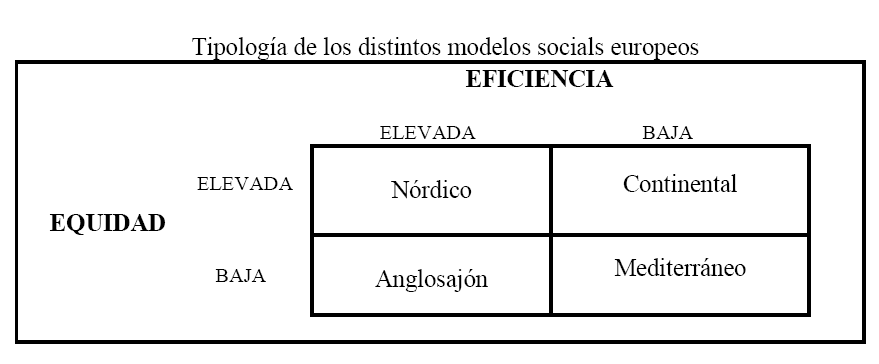
Classificazione dei differenti modelli sociali secondo la loro efficienza ed equità economica ("elevada" significa "alta" e "baja" significa "bassa").

Sapir (2005) propone come metodo generale per la valutazione dei diversi modelli sociali, i due seguenti criteri:
- efficienza: se il modello fornisce gli incentivi in modo da ottenere il maggior numero possibile di lavoratori dipendenti, ovvero il più alto tasso di occupazione;
- equità: se il modello sociale ottiene un rischio relativamente basso di povertà.

Come si può vedere nel grafico, secondo questi due criteri, le migliori prestazioni sono ottenute con il modello nordico. Il modello continentale dovrebbe migliorare la sua efficienza, mentre il modello anglosassone il suo patrimonio netto. Il modello mediterraneo è invece insufficiente in entrambi i criteri.
Alcuni economisti ritengono che tra il modello continentale e quello anglosassone, quest'ultimo dovrebbe essere preferito, in quanto ottiene migliori risultati in materia di occupazione, che rendono il modello più sostenibile nel lungo termine, mentre il livello di capitale dipende dalle preferenze di ciascun paese (Sapir, 2005). Altri economisti sostengono che il modello continentale è migliore di quello anglosassone dato che è anche il risultato delle preferenze di quei paesi che lo supportano (Fitoussi et al, 2000;. Blanchard, 2004). Quest'ultimo argomento può essere usato per giustificare qualsiasi politica.